# Crossett
Crossett és una població dels Estats Units a l'estat d'Arkansas. Segons el cens del 2008 tenia 5.518 habitants.

## Demografia
Segons el cens del 2000, Crossett tenia 6.097 habitants, 2.418 habitatges, i 1.745 famílies. La densitat de població era de 403,8 habitants/km².
Dels 2.418 habitatges en un 31,9% hi vivien nens de menys de 18 anys, en un 52,4% hi vivien parelles casades, en un 16,3% dones solteres, i en un 27,8% no eren unitats familiars. En el 25,6% dels habitatges hi vivien persones soles el 12,8% de les quals corresponia a persones de 65 anys o més que vivien soles. El nombre mitjà de persones vivint en cada habitatge era de 2,48 i el nombre mitjà de persones que vivien en cada família era de 2,96.
Per edats la població es repartia de la següent manera: un 26,5% tenia menys de 18 anys, un 7,8% entre 18 i 24, un 25,4% entre 25 i 44, un 24,1% de 45 a 60 i un 16,2% 65 anys o més.
L'edat mediana era de 38 anys. Per cada 100 dones de 18 o més anys hi havia 82,9 homes.
La renda mediana per habitatge era de 35.442 $ i la renda mediana per família de 43.864 $. Els homes tenien una renda mediana de 41.667 $ mentre que les dones 22.206 $. La renda per capita de la població era de 18.288 $. Entorn del 13,7% de les famílies i el 16,8% de la població estaven per davall del llindar de pobresa.

## Poblacions més properes
El següent diagrama mostra les poblacions més properes.